# Zokak el-Blat

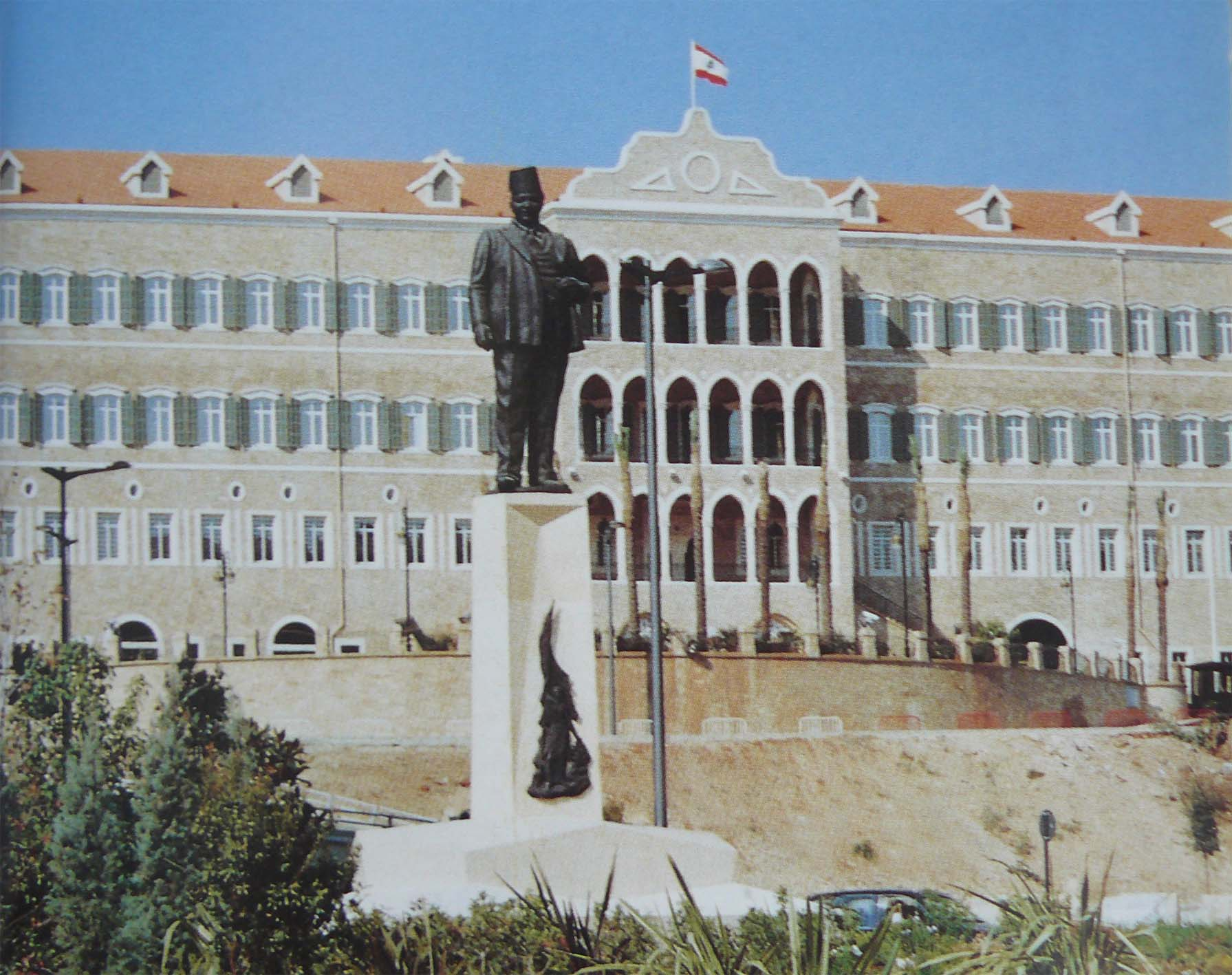
Der Grand Serail (2008)

Zokak el-Blat (arabisch زقاق البلاط) ist ein Bezirk der libanesischen Hauptstadt Beirut. Er liegt am südlichen Rand der Innenstadt.
Zokak el-Blat umfasst die beiden Stadtteile Serail (Sektor 23) und Patriarcat (Sektor 24), wobei nur der nördliche, Serail, zum sogenannten „Beirut Central District“ (BCD) gehört. In dem Bezirk haben unter anderem der libanesische Ministerpräsident (Grand Serail), die Wirtschafts- und Sozialkommission für Westasien der UN und das Orient-Institut Beirut ihren Sitz.
Für die Öffentlichkeit zugänglich ist der Khalil-Gibran-Park. Ein Teil der ehemals prächtigen Gebäude, wie der Bechara-el-Khoury-Palast, stehen als Spekulationsobjekte leer und sind vom Verfall bedroht.